# 강윤성 (영화 감독)
강윤성(1971년 9월 6일 ~ )은 대한민국의 영화 감독이다. 마동석, 윤계상 주연의 첫 장편 연출작 《범죄도시》로 큰 호평을 받았다.

## 생애와 경력
어머니가 영화를 좋아하여 어린 시절 어머니를 따라 《주말의 명화》를 즐겨 보았다. 고등학교 3학년 때 TV 토크쇼에서 본 배우 윤석화를 보고 영화 연출을 꿈꾸었다. 대학은 경희대학교 물리학과로 진학했으나 학업보다도 영화 동아리 활동에 열중했으며, 군 입대 후 휴가 중에 본 쿠엔틴 타란티노의 영화 《저수지의 개들》을 보고 영화 감독이 되기로 결정하였다.
제대 후 1996년 '프리미어'라는 영상 편집 프로그램을 가지고 16mm 필름으로 제작한 첫 단편영화 〈찰리 브라운〉을 만들었다. 이 영화는 대학 단편영화제에 초청되어 상영되었다. 그리고 영화 제작 때 경험을 살려 책 《컴퓨터 영상작업》을 썼다. 이 시기의 경력을 포트폴리오 삼아 대학 졸업 후 미국 샌프란시스코로 유학을 떠났다.
미국 예술아카데미대학교에서, 여자를 스토킹하는 남자를 그린 단편 스릴러 〈네거티브 이미지〉를 연출했다. 이 영화는 인디포럼과 한국 부산국제단편영화제에서 상영되었다. 다음으로 첫 장편 시나리오 〈푸코의 단편영화〉를 준비했으나 투자를 받지 못해 실패했다. 다음으로 한국에 돌아와 장편 〈뫼비우스〉를 준비했으나, 투자사가 도산하는 바람에 또 다시 실패했다. 이 시기의 실패로 잠시 영화를 내려 놓고 개인 프로덕션을 차려 뮤직비디오 등 영상물을 제작했다.
2003년 김성수 감독의 영화 《영어완전정복》에서 연출부로 뛰어들며 다시 영화계에 복귀했으나, 다시 침체기를 겪으며 생계를 위해 다른 일을 하였다. 2006년 은퇴한 가수 신중현을 소재로 한 다큐멘터리 《신중현의 라스트 콘서트》를 연출했다. 이 영화는 제3회 제천국제영화제에 초청되었다.
강윤성은 지인의 소개로 막 《천군》의 촬영을 마친 배우 마동석과 친해졌다. 2012년 두 사람은 실제 사건을 바탕으로 장편영화 《범죄도시》를 준비했다. 《범죄도시》는 2017년 개봉하였고, 600만 관객을 동원하며 흥행했다.

## 영화

### 영화
- 2003년 영화  《영어완전정복》 - Bor-사회자 역
- 2007년 영화  《신중현의 라스트 콘서트》 - 감독
- 2017년 영화  《범죄도시》 - 연출, 각본
- 2019년 영화  《롱 리브 더 킹: 목포 영웅》 - 연출, 각색
- 2020년 영화  《성혜의 나라》 - 출연
- 2022년 영화  《범죄도시 2》 - 기획
- 2022년 영화  《압꾸정》 - 각색

### 드라마
- 2022년 드라마 《카지노》 - 연출, 각본
- 2025년 드라마 《파인》 ... 연출&각본

## 수상 목록
- 2023년 서울콘 에이판 스타 어워즈 작가상